# Armandine
Cet article possède des paronymes, voir Amandine, Armande, Armandie et Armandy.

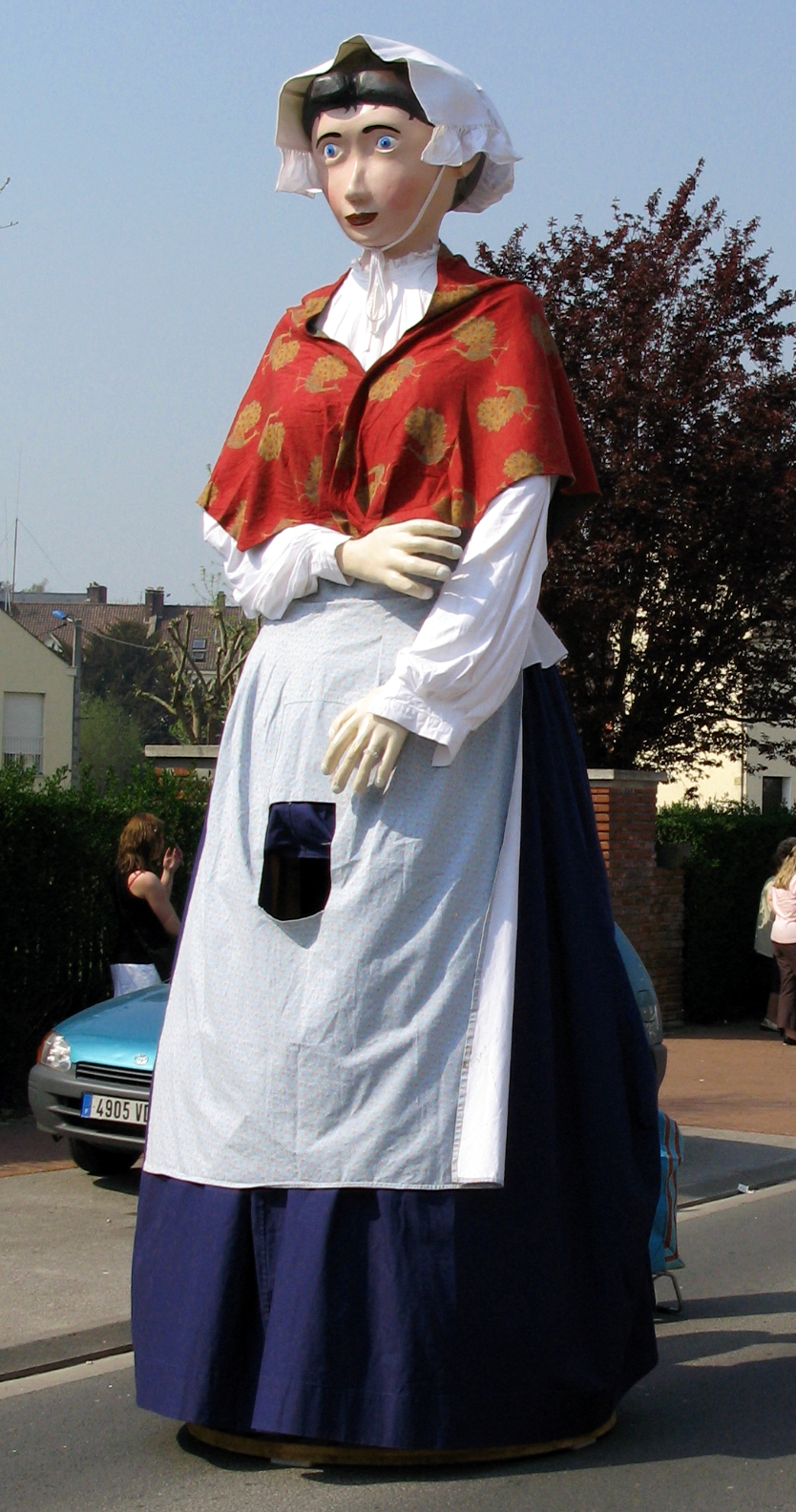
Armandine fait une petite pause lors de la parade du carnaval d'Airaines en 2007.

Armandine est un géant de processions et de cortèges inauguré en 1932 et symbolisant la ville de Ham (Somme), en France.

## Caractéristiques
Le géant, représentant une jeune femme coiffée d'un simple bonnet blanc et portant un châle rouge sur les épaules, en est à sa deuxième version, mise en service en 2006. D'une hauteur de 4,00 m et d'un poids de 75 kg, il nécessite un seul porteur. Le diamètre du panier est de 1,20 m à la base.
Armandine est très généralement accompagnée de son « mari », Tchout Jaques et de son « fils » Dudule.

## Pour approfondir